# Talos (Riese)

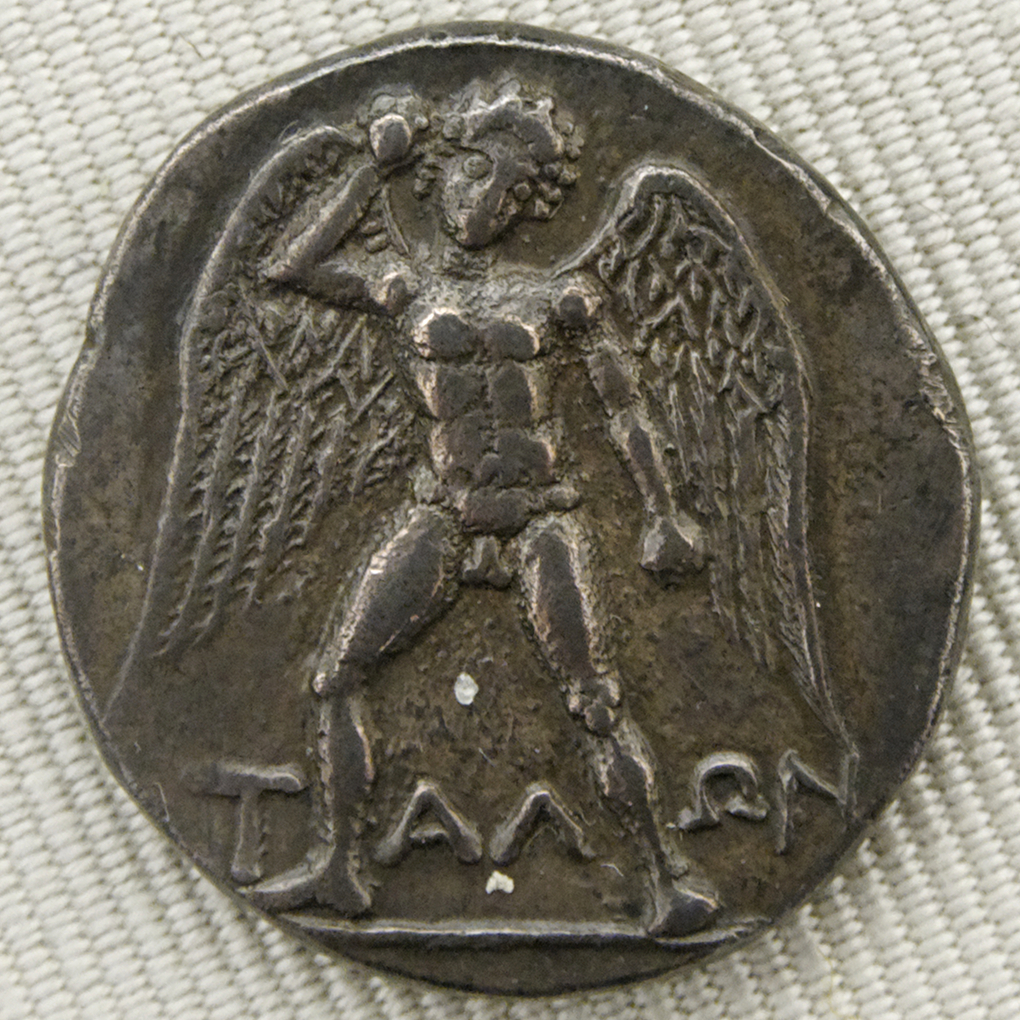
Talos mit einem Stein bewaffnet. Silberne Münze (Didrachme) von Phaistos auf Kreta. Vorderseite, ca. 300/280–270 v. Chr.

Talos (altgriechisch Τάλος Tálos oder Τάλως Tálōs, manchmal auch Τάλων Tálōn oder Ταλῶς Talṓs, lateinisch Talus) ist eine Gestalt der griechischen Mythologie. Als kretischer Heros war er je nach Quelle der Letzte des Ehernen Geschlechts, ein Sohn des Kres, ein Sohn des Oinopion oder eine Schöpfung des Hephaistos.

## Mythos
Talos ist ein eherner (bronzener) Riese, den ein vom Kopf bis zur Ferse reichender „Blutkanal“ lebendig hält. Er soll entweder von Zeus zum Schutz der Insel auf Kreta stationiert oder dem Minos von Hephaistos zum Geschenk gemacht worden sein. Talos umkreiste die Insel dreimal täglich und warf Steine auf Schiffe, die sich näherten. Landete dennoch jemand, erhitzte sich der Riese bis zur Glut. Ließ sich der Angreifer auch davon nicht abschrecken, verbrannte ihn Talos, indem er ihn umarmte.
Die auf ihrer Heimfahrt befindlichen Argonauten wussten sich schließlich zu helfen. Medea betörte ihn, indem sie ihm Unsterblichkeit versprach; dann zog sie ihm den „Nagel“ (den verschließenden Pfropfen) aus der Ferse, woraufhin das Blut herausfloss und der Riese starb. In anderen Versionen verletzte er sich am Knöchel bzw. wurde von Poias mit einem Pfeil an der Ferse getroffen.
In einer weiteren Version ist Talos kein Riese, sondern neben Rhadamanthys ein Wächter über die Einhaltung der Gesetze auf Kreta. In dieser Funktion besucht er die Dörfer Kretas dreimal im Jahr; da die Gesetze auf ehernen Tafeln aufgeschrieben waren, wurde Talos selbst „der Eherne“ genannt.

## Deutungen
Nach Meinung einiger Forscher ist Talos eine mythologische Personifikation der Minoischen Eruption des Inselvulkans Thera im 17./16. Jahrhundert v. Chr. Eine andere umstrittene Interpretation des Talos-Mythos stammt von Robert Graves, der ihn als Fehlinterpretation eines Bildes begreift, welches Athene bei Demonstration des Wachsausschmelzverfahrens zeigt.

## Trivia
Nach Talos wurde der Talos Dome in Antarktika benannt, ebenso der Apollo-Asteroid (5786) Talos, das Computerspiel The Talos Principle sowie der Flugabwehr-Lenkflugkörper RIM-8 Talos der US-Navy aus der Zeit des Kalten Krieges. In der Computerspielreihe The Elder Scrolls repräsentiert er Tiber Septim, nachdem dieser zum Gott aufgestiegen ist, und zu Talos dem „Heldengott“ der Menschen wurde.